# SAGAWA SHIGA FC
SAGAWA SHIGA FC（サガワ シガ エフシー）は、かつて存在した日本のサッカーチーム。佐川急便（SGホールディングス）のサッカー部として、2007年に佐川急便東京SC、佐川急便大阪SCの2つのチームを合併して発足した。滋賀県守山市に本拠地を置いてJFLに参加していたが、2012年シーズンをもってJFLを退会。2013年1月をもってトップチームの活動を停止した。
2007年より開設しているジュニアユースチーム・アカデミーなどの下部組織については、2013年以降も活動を継続している。

## 概要
1991年に佐川急便東京支社のサッカー同好会として設立した佐川急便東京SCと、1965年に北摂蹴鞠団として設立した佐川急便大阪SCが2007年に「佐川急便サッカークラブ」
（略称は佐川急便SC）として合併、滋賀県守山市に本拠を移し滋賀県で初めてのJFLチームとして活動を始めた。
SGホールディングスグループが所有する保養施設・守山パークにあるSGホールディングスグループ健康保険組合守山陸上競技場（佐川守山）をホームスタジアムとしたが、年に2〜3回程度皇子山陸上競技場（大津市）でホームゲームを行ったこともあった。
選手は全員が社員として雇用されており、陸上競技場に隣接した人工芝サッカー場を練習場としていた。

## 歴史

### 2007年
佐川急便SCとしてのJFL参入1年目である2007年は、GMとして伊藤庸夫を迎え、旧佐川大阪の中口雅史を監督、旧佐川東京の田中信孝をヘッドコーチに据えた。佐川東京から15名、佐川大阪から16名の選手が集まり、新たな獲得選手は迎えずにシーズンに臨んだ。
合併・ホーム移転の困難から序盤は苦戦を強いられ、開幕戦は辛くも勝利したものの、翌節では前年の下位チーム相手に星を落とした。しかし、MF堀健人、嶋田正吾の両サイドアタッカーにトップ下の中村元が絡み、FW御給匠が得点する攻撃の形ができると勝利を重ね始め、競り合いの試合ではFW竹谷英之がスーパーサブとして試合を決めるなど勝負強さも発揮して、5月上旬に首位に立った。以降首位を明け渡すことなく、後期第15節に2位のロッソ熊本が敗れ、同節にHonda FCと引き分けて、前身の佐川東京、佐川大阪を含めても初のJFL優勝を果たした。
この年Jリーグ参入を果たした熊本には1勝1分、FC岐阜には2勝と強さをみせた。30得点で得点王・MVPとなった御給の他、堀、嶋田、MF山根伸泉、DF影山貴志、冨山卓也、GK森田耕一郎の総勢7名がベストイレブンに選ばれ、中口が最優秀監督に選ばれた。なお、8月にホーム佐川守山で行われた栃木SC戦では試合開始後に突然の雷雨により試合が前半途中で中止となり、後日再試合となるハプニングがあった。
JFLシードとして出場した第87回天皇杯では、3回戦でバンディオンセ神戸に勝利した 後、迎えた4回戦の横浜F・マリノス戦では先制を許し、御給のゴールで一時同点に追いついたものの後半に失点を重ねて1-4と敗れた。

### 2008年
この年から地域密着のためにチーム名を「佐川急便滋賀フットボールクラブ」（略称はSAGAWA SHIGA FC）に改称したが、同年5月2日にチームの正式名を略称だった「SAGAWA SHIGA FC」に変更。また、同じ滋賀県のチームであるMIOびわこ草津 がJFLに昇格し、JFLにおける初の滋賀ダービーが実現することになった。この年からユニフォームサプライヤーをアンブロに変更。
中口雅史がテクニカルディレクターに退き、ヘッドコーチの田中信孝が監督に就任した。前年シーズン終盤にMF山根がケガで長期離脱し、攻撃の中心となっていたFW御給、MF堀、嶋田がそれぞれJリーグのチームへ移籍するなど計8名の選手が離脱、大学卒の4名を加えての開幕となった。
滋賀ダービーとなった開幕戦でMIOびわこ草津に敗れると、序盤は昇格組や前年の下位チームを相手にカウンターで失点を重ねる試合が続き、7戦で1勝2分4敗と苦戦した。4月29日のガイナーレ鳥取戦に竹谷の逆転ゴールで勝利した後はMF田谷高浩などの活躍でいったん調子を上げるものの、再び5月中旬から連敗。その後上位陣との対戦では引き分けが続いたが、前期を13位で折り返した。後期に入ると接戦をものにできず、再び黒星が続くようになった。
8月に行われた第88回天皇杯滋賀県予選では決勝でMIOびわこ草津に雪辱を果たし、滋賀県代表としての天皇杯出場となったが、1回戦で北信越リーグのツエーゲン金沢に接戦の末、延長で敗退した。
10月のリーグ戦再開を前に、田中信孝がテクニカルコーディネーターに退き、代わってテクニカルディレクターだった中口雅史が監督に復帰した。あわせてケガで離脱していた選手も復帰し、中村や竹谷に加えてMF大沢朋也や高橋延仁、FW米倉将文などが得点を重ねて調子を取り戻した。再開後は5勝3分け無敗としたが、最終的には12位でシーズンを終えた。優勝したHondaや、この年Jリーグ参入を争った栃木SC、カターレ富山、ファジアーノ岡山、鳥取など上位には互角の戦績を残したが、中位のチームに星を落とすことが多かった。

### 2009年
引き続き中口雅史が監督として指揮をとった。GKの定位置を争っていた真子秀徳がJリーグのチームへ移籍、ほか数名の選手の離脱はあったものの、攻撃陣を中心に前年の主力メンバーが残ってシーズンを迎えた。
開幕3試合で2分1敗とやや低調なスタートを切るものの、前期第4節のニューウェーブ北九州戦で初勝利をあげると、MF中村や大沢など好調な選手を軸にパスをつないで、中盤からの飛び出しや両サイドバック旗手真也、榎本周平の積極的な攻撃参加でチャンスをつくる攻撃の形ができ、順位を上げ始めた。米倉、竹谷といったFWの主力をケガで欠くとMF高橋がFWとして入るようになり、いわゆる0トップの形に近い攻撃陣の構成となった。
5月に入ると、当時無敗で首位を走っていたガイナーレ鳥取にアウェイで初黒星をつけるが、その後に2連敗。ここで新型インフルエンザの流行の影響で、自治体の要請を受けて5月23日に予定されていたホームゲームが中止・延期となったが、翌週の三菱自動車水島FC戦から6連続完封を含む8連勝と調子を上げた。延期試合であった6月17日のV・ファーレン長崎戦での勝利で首位に立つとそのまま前期を1位で折り返し、天皇杯出場権（JFLシード）を獲得した。
後期に入ると、鳥取やHonda FCなどとの上位対決をともに1点差で制するが、その後は勝ちきれずに引き分けが続いた。10月10日に行われた第89回天皇杯2回戦ではザスパ草津と対戦し、序盤は互角に戦ったものの前半終了間際に失点を重ね、1-3で敗れた。
その後も勝ち点を伸ばせない時期が続いたが、2位チームとの差が詰まった状況で迎えた11月22日の後期第16節ジェフリザーブズ戦に大沢のゴールで1-0と勝利し、2年ぶりのJFL優勝を決めた。
攻撃陣の中心として15得点をあげMVPに選ばれた中村の他、MF大沢、山根、DF冨山、旗手がベストイレブンに選ばれた。

### 2010年
この年も引き続き中口雅史が指揮をとった。前年の優勝メンバーから主力がほぼ残留し、大量8名の新人が加入。さらに、2007年のJFL得点王である御給匠が3年ぶりにチームに再加入して、初の連覇を狙った。
開幕から9戦して4勝5分と引き分けが多く、無敗ながら勝ちきれない試合が目立った。前期第10節のMIOびわこ草津戦からは接戦を制して連勝するものの、前期第14節のHonda戦で初黒星を喫した。しかしその翌節は同じく無敗で首位のガイナーレ鳥取に快勝して初黒星をつけ、前期を2位で折り返して天皇杯出場権（JFLシード）を獲得。後期に入るとパスワークを中心とした攻撃に御給がうまく適応して攻撃陣が調子を取り戻し、7戦で5勝1分1敗と勝ち星を伸ばした。
約1カ月のブランクをおいて、9月5日に行われた第90回天皇杯2回戦では水戸ホーリーホックと対戦。試合開始直後に御給、さらに後半に岡村政幸がゴールを奪い、2点のリードで優位に立ったが、その後終盤に逆転を許し、2-4と敗退した。
その後のリーグ戦では、勝ち点差5で迎えた9月18日の首位鳥取戦で敗れ（鳥取に対しての合併後初の敗戦）、優勝の望みをほぼ失うと、その後も負けが込むようになり、10月下旬に鳥取の独走優勝を許した。その後もさらに順位を落とす可能性もあったものの、町田ゼルビアとの直接対決に引き分け、辛うじて2位を確保してシーズンを終えた。引き分け数がリーグで2番目に多く、鳥取、町田、V・ファーレン長崎、松本山雅のJリーグ準会員勢に対して2勝3分3敗と分が悪い結果となった。
この年、新人右サイドバックとして先発に定着した奈良輪雄太がJFL新人王を獲得し、御給が2度目の得点王を獲得したほか、中村、山根、旗手がベストイレブンに選ばれた。

### 2011年
引き続き中口雅史が監督を務めた。選手の離脱や補強は前年に比べて小幅なものとなったが、大卒新人2人に加えて、復帰を除いた初めての他チームからの移籍選手となるFW鳥養祐矢を迎えた。東日本大震災の影響でJFLの開幕が4月下旬となったが、開幕戦で敗れると、序盤はその後も黒星が先行した。
しかし5月下旬から、ブラウブリッツ秋田や松本山雅に逆転勝利をおさめ、Hondaとのアウェイゲームを終盤の得点で勝って調子を上げると、6月25日の町田ゼルビア戦では0-3のビハインドから終盤に3-3の引き分けに持ち込むなど、勝負強さを発揮するようになった。天皇杯のJFLシード権は逃したものの、MF清原翔平やGK村山智彦、FW鳥養などの若手の活躍とベテランとが噛み合って夏場に6連勝を果たし、混戦のリーグで首位に立った。
天皇杯滋賀県予選では決勝でMIOびわこ草津を下し、滋賀県代表として天皇杯出場。1回戦を勝ち抜いたが、10月12日の2回戦では若手メンバー主体のガンバ大阪に対して、シュート数では上回るなど持ち味をみせながら決定力を欠き、0-2で敗れた。
9,10月のリーグ戦では終盤に逆転を許すなど接戦をものにできず、2度の連敗を喫した。しかし2位以下の混戦にも助けられて首位をキープし、Hondaとのホームゲームを制した後は守備が安定感を取り戻して白星を重ねた。そして12月4日のカマタマーレ讃岐戦、相手ペースの試合ながら終盤の清原のゴールで勝利し、1試合を残して2年ぶり3度目のJFL優勝が決まった。シーズン通じて引き分けが1試合（災害復興支援試合を含めて2試合）と少ないのが特徴的であった。またこの年Jリーグ参入を果たした松本山雅には2勝したが、町田ゼルビアには接戦を演じるも1分1敗とし、初めてJリーグ参入クラブに負け越すこととなった。
キャプテンのMF山根がMVPに選ばれた他、MF中村、DF冨山、旗手、GK村山がベストイレブンに選ばれた。加えてチームとしてフェアプレー賞を受賞、さらに発足以後5シーズンにわたって異議による警告を受けていないことが評価され、JFLの特別賞を受賞した。

### 2012年
引き続き中口雅史が監督を務めた。前年のメンバーからMF岡村の引退に加え、MF高橋はじめ3名が海外クラブへ移籍した。新人3人に加えて、FC岐阜からMF嶋田正吾が5年ぶりにチームに再加入し、三たび連覇を狙うシーズンとなった。
開幕2戦は昇格チームに対してともに先行を許しながらも逆転で連勝したが、3月24日の第3節YSCC戦で1-4と大差で敗れると、以降6試合勝利から遠ざかった。5月6日には当時首位のカマタマーレ讃岐に勝利するが、その後も連敗するなど調子が安定せず、長崎、長野パルセイロなどの上位陣にも白星をあげられずに11位でシーズン前半を折り返した。しかし7月に入ると、好調の清原を中心に攻撃陣が調子を取り戻して5連勝とし、順位を3位に上げた。
8月に入るとドローで連勝が途切れるが、天皇杯滋賀県予選では前年に続いて決勝でMIOびわこ滋賀との対戦を制し、6年連続の天皇杯出場を決めた。
天皇杯本大会では1回戦で関西学院大学に6-0と勝利 すると、9月8日に姫路市立陸上競技場で行われたJ1のヴィッセル神戸との2回戦では、前半の嶋田、後半の清原のゴールとGK森田の好セーブなどでと2-1と逃げ切り、滋賀県勢として初、チームとしては前身の一つである佐川東京以来7年ぶりのJリーグクラブに対する勝利をあげた。
その後のリーグ戦でも好調を維持して、10月10日にホームズスタジアム神戸で行われたJ2のジェフユナイテッド市原・千葉との天皇杯3回戦では、後半開始早々に先制されるも御給のゴールで追いつき、同点での延長戦、さらにはPK戦に持ち込んだ。PK戦も当初リードを許すものの後に追いつく粘りを見せたが、最終的にはここで敗退となった。
その後、中3日で行われた長野とのリーグ戦を引き分けた後、10月20日にはすでにチームの活動停止（次項参照）の報道が流れていたなか、首位に立つ長崎を2-0と下した。さらに活動停止が正式発表された後の秋田との対戦も制し、7月以降のリーグ戦を13戦無敗として優勝への望みを残したが、11月3日の横河武蔵野FC戦に逆転で敗れて優勝の可能性が消えた。そして、チーム最終戦となった11月18日の藤枝MYFC戦を1-1の引き分けとし、最後のシーズンを3位で終えた。
リーグトップの得点数を挙げ、この年Jリーグ参入を争った長崎に1勝1分、讃岐には2勝と互角以上の戦いをみせたが、前年に1つのみだった引き分けが9つに増え、下位チームに対する取りこぼしもあるなど、やや安定感に欠けたシーズンとなった。DF旗手、奈良輪、MF清原がベストイレブンに選ばれるとともに、前年に続きフェアプレー賞を受賞して、チームの歴史に幕を下ろした。

### JFL退会とトップチーム活動停止
2012年10月22日、SGホールディングスグループの2013年度からの中期経営計画策定にあたり、「JFLで3回の優勝を果たし、『仕事とサッカーを両立させ、企業スポーツとしてアマチュア最高峰であるJFLで活躍する』というチーム設立時の理念について一定の成果を果たした」として、トップチームの活動を停止することを決定、10月18日のJFL理事会でJFL退会が承認された ことが発表された。2013年1月31日をもって、トップチームの活動を停止したことを公式ホームページにて告知した。
小学生を対象にした「SAGAWA SHIGA FOOTBALL ACADEMY」、および中学生を対象にした「SAGAWA SHIGA FOOTBALL ACADEMY ジュニアユースチーム」については、2013年以降も運営サポートを継続するとした。
2013年3月、発足以後6シーズンにわたって異議による警告をゼロとした取り組みが評価され、日本サッカー協会より『Respect Award 2012』が授賞された。

## 成績
| 年度 | 所属 | 順位 | 試合 | 勝点 | 勝 | 分 | 敗 | 得点 | 失点 | 得失差 | チーム数 | 天皇杯    | 監督               |
| 2007 | JFL  | 優勝 | 34   | 83   | 26 | 5  | 3  | 81   | 31   | +50    | 18       | 4回戦敗退 | 中口雅史           |
| 2008 | JFL  | 12位 | 34   | 47   | 12 | 11 | 11 | 53   | 47   | +6     | 18       | 1回戦敗退 | 田中信孝→ 中口雅史 |
| 2009 | JFL  | 優勝 | 34   | 66   | 19 | 9  | 6  | 62   | 36   | +26    | 18       | 2回戦敗退 | 中口雅史           |
| 2010 | JFL  | 2位  | 34   | 62   | 17 | 11 | 6  | 69   | 35   | +34    | 18       | 2回戦敗退 | 中口雅史           |
| 2011 | JFL  | 優勝 | 33   | 70   | 23 | 1  | 9  | 60   | 34   | +26    | 18       | 2回戦敗退 | 中口雅史           |
| 2012 | JFL  | 3位  | 32   | 57   | 16 | 9  | 7  | 61   | 37   | +24    | 17       | 3回戦敗退 | 中口雅史           |

## ユニフォーム

### ユニフォームサプライヤ
- ミズノ（2007年）
- アンブロ（2008年-2012年）

## 下部組織
2007年秋よりアカデミー（小学生対象）を開講、2008年よりジュニアユースチームを保有。ジュニアユースチームは2009年に滋賀県トップリーグに昇格し、JリーグU-13ヤマトタケルリーグ、クラブユース選手権関西大会などにも出場している。

## 歴代所属選手

### 背番号変遷
| No.  | 2007                 | 2008                 | 2009                 | 2010                 | 2011                 | 2012                 |          |
| 監督 | 中口雅史             | 田中信孝 中口雅史    | 中口雅史             | 中口雅史             | 中口雅史             | 中口雅史             |          |
| 1    | 佐野智之             | 植田元輝             | 植田元輝             | 村山智彦             | 村山智彦             | 村山智彦             |          |
| 2    | 谷奥優作             | 谷奥優作             | 谷奥優作             | 清水孝太             | 清水孝太             | 清水孝太             |          |
| 3    | 冨山卓也             | 冨山卓也             | 冨山卓也             | 冨山卓也             | 冨山卓也             | 冨山卓也             |          |
| 4    | 谷内謙介             | 谷内謙介             | 谷内謙介             | 谷内謙介             | 近石哲平             | 近石哲平             |          |
| 5    | 影山貴志             | 影山貴志             | 宇佐美潤             | 宇佐美潤             | 宇佐美潤             | 宇佐美潤             |          |
| 6    | 岡村政幸             | 岡村政幸             | 岡村政幸             | 岡村政幸             | 岡村政幸             | 中田智久             |          |
| 7    | 小幡正               | 小幡正               | 馬場悠企             | 馬場悠企             | 馬場悠企             | 中村竜也             |          |
| 8    | 山根伸泉             | 高橋延仁             | 高橋延仁             | 高橋延仁             | 高橋延仁             | 藤澤典隆             |          |
| 9    | 御給匠               | 中村元               | 中村元               | 中村元               | 中村元               | 中村元               |          |
| 10   | 山本正男             | 山根伸泉             | 山根伸泉             | 山根伸泉             | 山根伸泉             | 山根伸泉             |          |
| 11   | 嶋田正吾             | 東平大佑             | 東平大佑             | 岩永雄太             | 岩永雄太             | 岩永雄太             |          |
| 12   | サポーターズナンバー | サポーターズナンバー | サポーターズナンバー | サポーターズナンバー | サポーターズナンバー | サポーターズナンバー |          |
| 13   | 旗手真也             | 旗手真也             | 旗手真也             | 旗手真也             | 旗手真也             | 旗手真也             |          |
| 14   | 榎本周平             | 榎本周平             | 榎本周平             | 濱田雄太             | 濱田雄太             | 嶋田正吾             |          |
| 15   | 竹谷英之             | 竹谷英之             | 竹谷英之             | 竹谷英之             | 竹谷英之             | 竹谷英之             |          |
| 16   | 植田元輝             | 加納慎二郎           | 加納慎二郎           | 小池遼               | 小池遼               | 小池遼               |          |
| 17   | 堀健人               | 米倉将文             | 米倉将文             | 米倉将文             | 鳥養祐矢             | 鳥養祐矢             | 鳥養祐矢 |
| 18   | 中払伸吾             | 中払伸吾             | 中払伸吾             | 櫛引祐輔             | 櫛引祐輔             | 櫛引祐輔             |          |
| 19   | 加納慎二郎           | 大杉誠人             | 大杉誠人             | 大杉誠人             | 大杉誠人             | 大杉誠人             |          |
| 20   | 中村元               | 大沢朋也             | 大沢朋也             | 大沢朋也             | 大沢朋也             | 大沢朋也             |          |
| 21   | 真子秀徳             | 真子秀徳             | 藤井賢心             | 藤井賢心             | 藤井賢心             | 藤井賢心             |          |
| 22   | 求衛昭紀             | 求衛昭紀             | 求衛昭紀             | 求衛昭紀             | 求衛昭紀             | 求衛昭紀             |          |
| 24   | 山崎貴之             | 浅居丈愛             | 浅居丈愛             | 奈良輪雄太           | 奈良輪雄太           | 奈良輪雄太           |          |
| 25   | 米倉将文             | 根本知治             | 森俊章               | 森俊章               | 原口大佑             | 原口大佑             |          |
| 26   | 秦昌守               | 田谷高浩             | 田谷高浩             | 清原翔平             | 清原翔平             | 清原翔平             |          |
| 27   | 大沢朋也             | 野村博司             | 野村博司             | 野村博司             | 野村博司             | 野村博司             |          |
| 28   | 根本知治             | 吉村修平             | 吉村修平             | 吉村修平             | 吉村修平             | 吉村修平             |          |
| 29   | 大杉誠人             | -                    | -                    | 御給匠               | 御給匠               | 御給匠               |          |
| 30   | 高橋延仁             | -                    | -                    | -                    | -                    | -                    |          |
| 31   | 浅居丈愛             | -                    | -                    | -                    | -                    | -                    |          |
| 32   | 福田晃司             | -                    | -                    | -                    | -                    | -                    |          |
| 33   | 森田耕一郎           | 森田耕一郎           | 森田耕一郎           | 森田耕一郎           | 森田耕一郎           | 森田耕一郎           |          |

## タイトル・表彰

### チーム
日本フットボールリーグ
- 優勝 : 3回  (2007年、2009年、2011年)
- フェアプレー賞 (2011年)
- 特別賞 (2011年)

### 個人
日本フットボールリーグ
- 年間最優秀選手
  - 2007年 - 御給匠
  - 2009年 - 中村元
  - 2011年 - 山根伸泉
- 得点王
  - 2007年 - 御給匠（30得点）
  - 2010年 - 御給匠（27得点）
- 新人王
  - 2010年 - 奈良輪雄太
- ベストイレブン
  - 2007年 - 森田耕一郎、冨山卓也、影山貴志、山根伸泉、堀健人、嶋田正吾、御給匠
  - 2009年 - 冨山卓也、旗手真也、山根伸泉、大沢朋也、中村元
  - 2010年 - 旗手真也、山根伸泉、中村元、御給匠
  - 2011年 - 村山智彦、旗手真也、冨山卓也、中村元、山根伸泉
  - 2012年 - 旗手真也、奈良輪雄太、清原翔平
- 最優秀監督賞
  - 中口雅史 (2007年、2009年、2011年)